# Amos Yong
Amos Yong, född i Malaysia men sedan unga år boende i USA, är en professor i teologi vid Regent University School of Divinity (Virginia Beach, VA). Han är också chef för skolans Ph.D-program. Han är pastor (minister) inom pingstsamfundet Assemblies of God i USA och har gett ut ett flertal böcker. 2008-2009 var han president för Society for Pentecostal Studies och är numera skribent vid dess tidskrift PNEUMA. I hans kanske mest kända bok, Spirit-Word-Community, beskriver han en teologisk och hermeneutiskt metod, vilken han sedan kommit att tillämpa i sina senare studier och verk. 